# Metopostigma
Metopostigma is een vliegengeslacht uit de familie van de halmvliegen (Chloropidae).

## Soorten
- M. polonicum (Schnabl, 1884)